# Anak Verhoeven

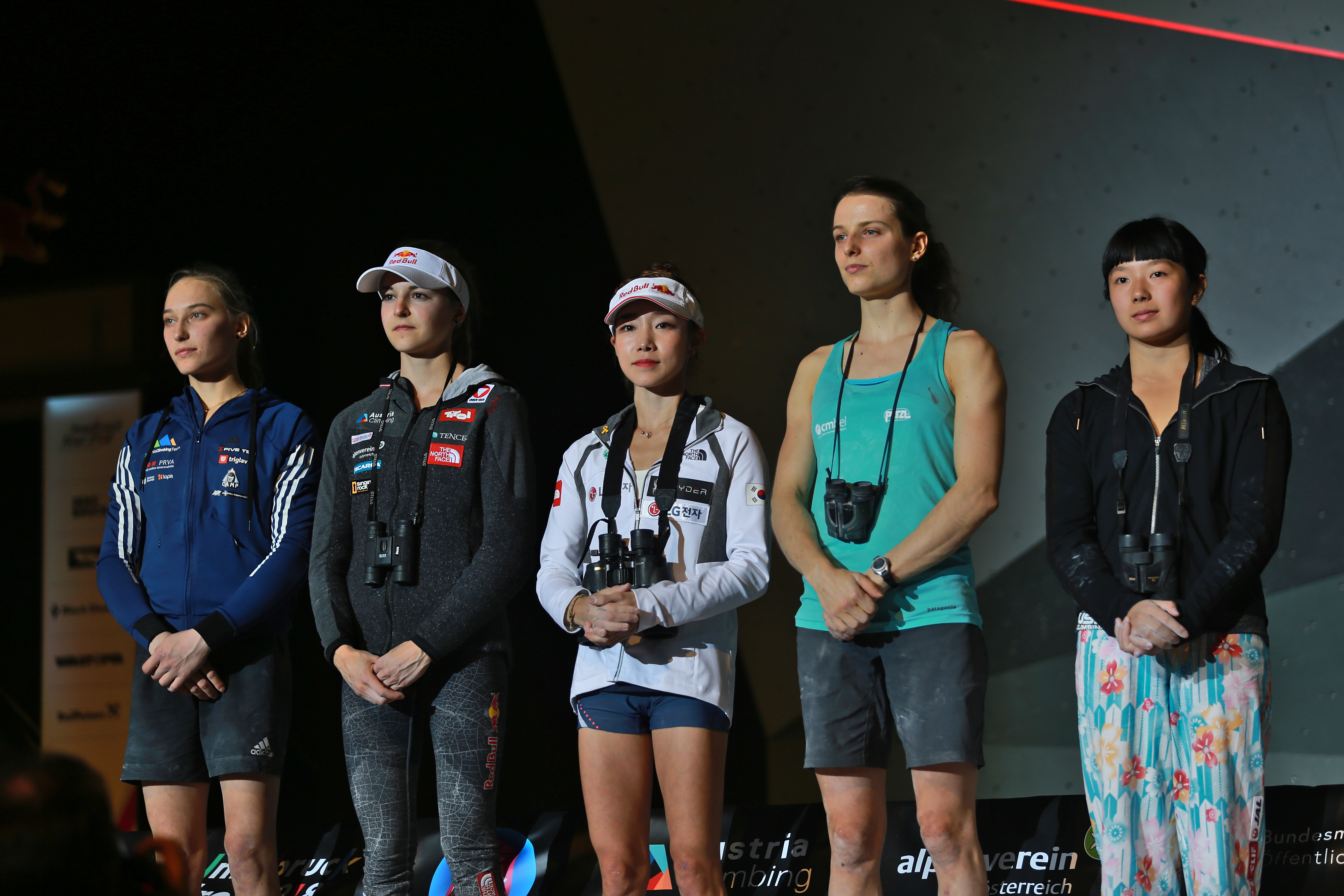
MŚ 2018 Innsbruck. Anak Verhoeven druga z prawej, finalistki w prowadzeniu.

Anak Verhoeven (ur. 15 lipca 1996 w Schriek) – belgijska wspinaczka sportowa. Specjalizuje się w prowadzeniu oraz we wspinaczce łącznej. Zdobywczyni srebrnego medalu na mistrzostwach świata w Paryżu w 2016 roku.

## Kariera sportowa
Wicemistrzyni świata we wspinaczce sportowej w konkurencji prowadzenia z Paryża z 2016 roku.
W 2017 na mistrzostwach Europy we włoskiej Campitello di Fassa wywalczyła złoty medal we wspinaczce sportowej w konkurencji prowadzenia.
Uczestniczka World Games we Wrocławiu w 2017, gdzie zdobyła złoty medal w prowadzeniu.
Wielokrotna uczestniczka, medalistka prestiżowych, elitarnych zawodów wspinaczkowych Rock Master  we włoskim Arco, gdzie zdobył ogółem 4 medale; w tym 1 złoty i 3 brązowe.

## Osiągnięcia

### Mistrzostwa świata
| Konkurencje | 2016 | 2018 | 2019 |
| Prowadzenie | 2    | 6    | 10   |

### Mistrzostwa Europy
| Konkurencje | 2017 | 2019 |
| Prowadzenie | 1    | 8    |

### World Games
| Konkurencje | 2017 |
| Prowadzenie | 1    |

### Rock Master
| Konkurencje | 2016 | 2017 | 2018 |
| Prowadzenie | 1    | 6    | 3    |
| Duel        | 3    | 4    | 3    |